# Tina Bara
Tina Bara (* 18. März 1962 in Kleinmachnow) ist eine deutsche Fotografin.

## Leben
Bara studierte nach dem Abitur 1980 bis 1986 Geschichte und Kunstgeschichte an der Humboldt-Universität zu Berlin. Sie hatte Kontakte zu oppositionellen Gruppen, unter anderem zu „Frauen für den Frieden“. 1985 hatte sie ihre erste Fotoausstellung in der Galerie am Prater, der weitere, auch 1988 in Leipzig, Gotha und Cottbus folgten. 1987/1988 war sie auf der X. Kunstausstellung der DDR in Dresden vertreten. Von 1986 bis 1989 machte sie ein Fernstudium der Fotografie an der Hochschule für Grafik und Buchkunst Leipzig. Seit 1986 war sie als Mitglied des Verbandes Bildender Künstler freiberuflich als Fotografin tätig, unter anderem für das DEFA-Studio für Dokumentarfilme so unter anderem für flüstern & SCHREIEN – Ein Rockreport. 
Im Juli 1989 übersiedelte sie nach West-Berlin. Seit 1993 ist sie Professorin für künstlerische Fotografie an der Hochschule für Grafik und Buchkunst Leipzig.

## Werke
- Fotografie. Ursula Kelm, Christa Mayer, Birgit Kleber, Tina Bara, Nelly Rau-Häring. Ausstellungskatalog Haus am Kleistpark, Berlin 1991.
- Tina Bara, Peter Gärtner, Jochen Wermann: Brandenburg. Bilder von Menschen und Landschaften. Haude und Spener, Berlin 1991, ISBN 3-7759-0332-1.
- Zwischen Haut und Haaren. 30 Fotografien. Ausstellungskatalog Dependance Specks Hof, Galerie Lang, hg. von Peter Lang, Leipzig 1992.
- Tina Bara, Annett Gröschner (Lyrik): Herzdame Knochensammler. Kontext, Berlin 1993, ISBN 3-86161-018-3.
- Tina Bara, Gerald Hahn, Florian Merkel, Joachim Richau, Maria Sewcz: Eidos: Photographie. ex pose verlag Hansgert Lambers, Berlin 1994. ISBN 3-925935-25-8
- Tina Bara: Lange Weile. Fotohof Edition, Salzburg 2016, ISBN 978-3-902993-21-2.
- Alba D’Urbano, Tina Bara: Covergirl: Wespen-Akte. Geschichte(n) eines Bildes, eine Erzählung, Spector Books, Leipzig 2016, ISBN 978-3-944669-15-1.